# Nissenhut

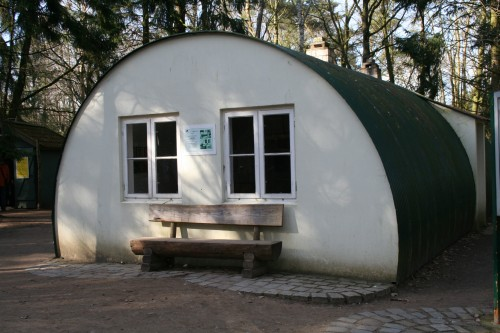
Nissenhut in dierenpark Neumünster

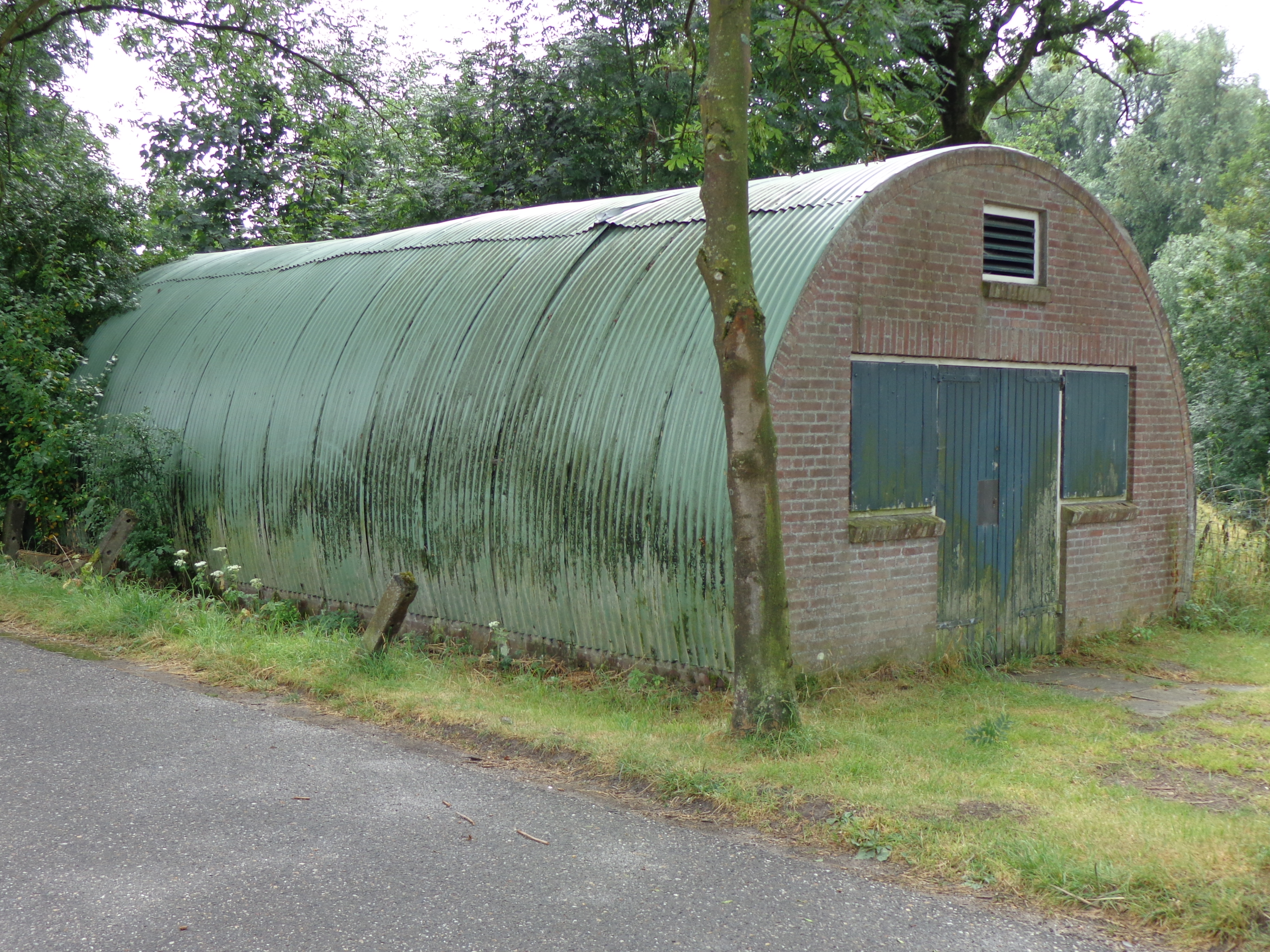
Voormalige militaire nissenhut bij Asperen

Een nissenhut is een noodonderkomen, bestaande uit een gebogen dak van golfplaat. De voor- en achtergevel zijn opgemetseld of bestaan eveneens uit golfplaat. Deze onderkomens werden na de Tweede Wereldoorlog veelvuldig door het Amerikaanse leger gebruikt.
De nissenhut dankt zijn naam aan Peter Norman Nissen (overleden 1930), een Canadese luitenant-kolonel in dienst van het Britse leger, die de hut tijdens de Eerste Wereldoorlog, in 1917 uitvond. De Britten en Amerikanen ontwikkelden verbeterde versies, respectievelijk de romneyloods en de quonsetloods. Het zijn deze versies die door de geallieerden in Europa in en na de Tweede Wereldoorlog veel zijn gebouwd.
Soms werden de nissenhutten in een carré gegroepeerd, zodat een binnenplaats ontstond. Ze werden gebruikt voor allerlei militaire toepassingen, zoals veldhospitalen. Nadat het leger weggetrokken was kwamen er noodwoningen, vluchtelingenopvangkampen en scholen in. Pas toen de wederopbouw vorderde konden deze bouwsels worden afgebroken. Ook als loodsen op bedrijventerreinen bewezen ze nog hun diensten. Overigens worden variaties op dit ontwerp ook nog wel nieuw gebouwd, niet alleen voor militaire toepassingen, maar ook als al dan niet tijdelijke opslagplaats of bedrijfshal.